# Guiscard
Guiscard – miejscowość i gmina we Francji, w regionie Hauts-de-France, w departamencie Oise.
Według danych na rok 1990 gminę zamieszkiwało 1571 osób, a gęstość zaludnienia wynosiła 77 osób/km² (wśród 2293 gmin Pikardii Guiscard plasuje się na 173. miejscu pod względem liczby ludności, natomiast pod względem powierzchni na miejscu 82.).